# Chó săn Hanover
Chó săn Hanover (tiếng Anh:Hanover Hound) là một giống chó, đôi khi được gọi là Chó săn ở Hanover. Nó là một con chó săn và có tổ tiên là chó đánh hơi thời Trung cổ. Giống chó này lần đầu tiên được giới thiệu vào Pháp vào những năm 1980 và vẫn là một giống rất hiếm. Nó đã được lai tạo với Chó săn Bayern và đã tạo ra giống chó mới là Chó săn miền núi Bayern.

## Miêu tả

### Ngoại hình
Chó săn Hanover là giống chó có lông ngắn và có màu lông từ màu vàng-nâu hoe đỏ nhạt đến màu vàng-nâu hoe đỏ đậm với bộ lông vằn vện. Chúng cũng có thể có các mảng lông khác màu trên mặt. Nhìn chung, chó săn Hanover được tạo dựng chắc chắn với một cái đầu to, hàm mạnh mẽ và xương lồng ngực sâu. Trọng lượng của chúng dao động từ 36 đến 45 kg (từ 79 đến 99 lb). Chó đực có kích thước từ 50 đến 55 cm (khoảng 19,5 đến 21,5 in) trong khi chó cái nhỏ hơn một chút, chỉ có chiều cao nằm trong khoảng từ 48 đến 53 cm (19 đến 21 in).

### Tính cách
Giống như bất kỳ giống chó lao động nào, Chó săn Hanover tốt nhất nên được sống trong một khu vực nơi bó có thể nhận được rất nhiều bài tập và sẽ không được lý tưởng nếu nó phải sống một cuộc sống đô thị. Chúng bình tĩnh và trung thành, nhưng được mô tả là bền bỉ và có đầu óc chuyên tâm khi truy lùng con mồi.